# San Cristóbal (Galápagos)
San Cristóbal oder Chatham ist die östlichste der Galapagosinseln und liegt etwa 965 km westlich der Festlandküste Ecuadors. Sie hat eine Fläche von 558 km², der höchste Punkt der Insel ist ein erloschener, stark erodierter Vulkan, der 730 Meter hoch ist. Durch die von ihm bedingten Niederschläge ist das Klima sehr feucht, während es auf der flachen Nordosthälfte der Insel sehr trocken ist. Durch die Kolonisierung wurde der Wasserhaushalt der Insel stark beeinflusst und die typische Feuchtvegetation wurde auf wenige Gebiete zurückgedrängt. Intensive Aufforstungsmaßnahmen sollen dazu beitragen, den ursprünglichen Zustand der Feuchtgebiete wiederherzustellen. Durch die Besiedlung wurde auch die Tierwelt stark verändert. 

## Name und Geschichte
Der spanische Name der Insel „San Cristóbal“ kommt von dem Heiligen der Seefahrer, dem heiligen Christophorus (span.: Cristóbal de Licia). Ihr älterer, englischer Name Chatham kommt vom ehemaligen britischen Premierminister William Pitt, 1. Earl of Chatham. 1835 landete Charles Darwin auf San Cristóbal; seine hier gemachten Beobachtungen gingen in sein Werk On the Origin of Species (1859) ein. 1935 wurde ihm auf der Insel ein Denkmal errichtet. 1880 entstand auf San Cristóbal eine Strafkolonie für Gefangene, die vom Festland Ecuadors hierher verlegt wurden.

## Geographie
Punta Pitt im Nordosten ist der östlichste Punkt. Die Hauptstadt des Galápagos-Archipels, Puerto Baquerizo Moreno, liegt an der südwestlichen Spitze der Insel. Der Flughafen San Cristóbal bietet Flugverbindungen zum ecuadorianischen Festland.

## Flora und Fauna
Auf San Cristóbal leben zahlreiche Prachtfregattvögel, Seelöwen, Riesenschildkröten, Blau- und Rotfußtölpel, Leguane und Seemöwen. Die Vegetation der Insel umfasst Gewächse wie Calandrina galapagos oder Leocarpus darwinii und Bäume wie Lignum vitae oder Matazama. 
Im Meer um die Insel leben Delfine, Haie, Rochen und Hummer. In der südlichen Hälfte der Insel liegt, im Bergland San Cristóbals, der Laguna El Junco, der größte Süßwassersee des Galápagos-Archipels. In La Galapaguera befindet sich eine Aufzuchtsstation für Riesenschildkröten.